# Козерацький Василь Феодосійович
Васи́ль Феодо́сійович Козера́цький (13 січня 1906 (31 грудня 1905), с. Березівка (нині с. Ясне) Грузької сільради Голованівського району Кіровоградської області — 29 листопада 1982, Київ) — український оперний та оперетковий співак (драматичний тенор). Народний артист Української РСР (1957).

## Біографія і творча діяльність

Могила Василя Козерацького, Байкове кладовище

Вокальну освіту здобув в Одеському музично-драматичному інституті (1927—1931, клас професора В. А. Селявіна).
1931—1934 — соліст Українського пересувного музично-драматичного театру.
1934—1937 — соліст Дніпропетровського музично-драматичного театру.
1937—1951 — соліст Київського театру оперети.
1951—1959 — соліст Київського театру опери та балету. «Завжди гранично чесний по відношенні до авторського тексту, безпомилковий Козерацький вселяв у диригентів упевненість в тому, що не тільки не підведе, але завжди виручить, якщо ансамбль похитнеться», — згадують про його роботу в цьому театрі. В окремих спектаклях Василь Феодосійович брав участь до 1963.
1963—1965 — викладач Київського театрального інституту. 1965—1982 — викладач Київської консерваторії. Серед його вихованців: Турець Володимир Григорович, Мельниченко Сергій Григорович та ін.
Помер на 77-му році життя 29 листопада 1982 року. Похований на Байковому кладовищі (ділянка № 33, 50°25′3.29″ пн. ш. 30°30′5.22″ сх. д. / 50.4175806° пн. ш. 30.5014500° сх. д.).

## Ролі і партії
- Андрій («Запорожець за Дунаєм» Гулака-Артемовського)
- Андрій, Вакула («Тарас Бульба», «Різдвяна ніч» Лисенка)
- Богун («Богдан Хмельницький» Данькевича)
- Василь («Милана» Майбороди)
- Собінін («Життя за царя» Глинки)
- Герман («Пікова дама» Чайковського)
- Ликов («Царева наречена» Римського-Корсакова)
- Радамес («Аїда» Верді)
- Річард («Бал-маскарад» Верді)
- Хозе («Кармен» Бізе)